# Homna
Homna è un sottodistretto (upazila) del Bangladesh situato nel distretto di Comilla, divisione di Chittagong. Si estende su una superficie di 180,13 km² e conta una popolazione di 206 386 abitanti (censimento 2011).